# 海德帕克 (紐約州普查規定居民點)
海德帕克（英語：Hyde Park）是位於美國紐約州達奇斯縣的普查規定居民點。

## 人口
根據2020年美國人口普查的數據，海德帕克的面積為3.22平方千米，皆為陸地。當地共有人口1925人，而人口密度為每平方千米597.83人。